# Rose Cdc
Rose Cdc es una variedad cultivar de ciruelo (Prunus salicina), de las denominadas ciruelas japonesas, que se cultiva en la zona española de la provincia de Zaragoza comunidad autónoma de Aragón.
Las frutas tienen un tamaño grande, color de piel amarillo, con manchas de color rosa carmín, y pulpa de color ambarino, de textura carnosa crujiente, y sabor agradable muy dulce con altos niveles de grados °Brix (entre 14 y 17).

## Historia
'Rose Cdc' variedad de ciruela (Prunus salicina), de las denominadas ciruelas japonesas, desarrollada y cultivada de forma exclusiva por el grupo AMA (Alta Montaña Aragón) de la empresa "Frutas Lázaro", ubicado en la provincia de Zaragoza, España.

## Características
'Rose Cdc' árbol de porte extenso, moderadamente vigoroso, erguido. Las flores deben aclararse mucho para que los frutos alcancen un calibre más grueso. Tiene un tiempo de floración que comienza a partir del 16 de abril con el 10% de floración, para el 20 de abril tiene una floración completa (80%), y para el 29 de abril tiene un 90% de caída de pétalos.
'Rose Cdc' tiene una talla grande de tamaño notablemente superior al de la ciruela tradicional (desde alveolo 35 hasta alveolo 22), de forma elíptico redondeada, achatada en ambos polos, pudiendo ser de simétrica o disimétrica; epidermis tiene una piel con pruina abundante blanquecina, el color de su epidermis adquiere diferentes matices de color en el proceso de maduración, de amarillo a rosa, presenta lenticelas abundantes de tamaño pequeño, claras, la cavidad peduncular donde suele estar hendida y formando pequeño surco; pulpa de color amarillo ámbar, de textura carnosa, firme, crujiente jugosa, y sabor acidulado muy agradable muy dulce con altos niveles de grado °Brix (entre 14 y 17).
Hueso adherente pequeño, elíptico redondeado, semi globoso, con zona ventral amplia y muy acusada, bastante más ancha en el tercio pistilar, con ligera cresta, surco dorsal muy marcado, con frecuencia interrumpido en la parte central, los laterales bien acusados, y caras laterales rugosas, con aristas en la zona peduncular.
Su tiempo de recogida de cosecha se inicia en su maduración durante el mes de septiembre.

## Usos
Se utiliza para su consumo en fresco.